# 巴佛士站
巴佛士站是一座多倫多地鐵布魯亞－丹佛線車站，坐落加拿大安大略省多倫多巴佛士街和布魯亞西街（Bloor Street West）的交界處以北，於1966年2月26日聯同該地鐵線的首期路段一起開幕。
下列由多倫多公車局營運的巴士和有軌電車線駛經巴佛士站：
- 7號巴佛士巴士線（Bathurst）
- 511號巴佛士有軌電車線（Bathurst）

## 外部連結
- 维基共享资源上的相關多媒體資源：巴佛士站
- （英文）TTC Bathurst Station （页面存档备份，存于）－多倫多公車局網站 巴佛士站頁面